# Росси, Паоло
Па́оло Ро́сси (итал. Paolo Rossi; 23 сентября 1956, Прато, Тоскана — 9 декабря 2020, Сиена, Тоскана) — итальянский футболист, нападающий сборной Италии в 1978—1986 годах.

## Биография
Паоло Росси родился 23 сентября 1956 года в Прато, Тоскана. 
На Чемпионате мира по футболу 1978 года в Аргентине забил за сборную 3 гола (в ворота Франции, Венгрии и Австрии).
В 1979 году во время выступлений за «Перуджу» Паоло Росси был дисквалифицирован на два года и посажен в тюрьму на несколько месяцев за участие в махинациях, связанных с игрой на тотализаторе, а точнее, за готовность сыграть вничью в матче «Перуджи» и «Авеллино», при условии, что он забьёт два гола. 

Перейдя в «Ювентус», составлял ударное трио туринской команды вместе с Мишелем Платини и Збигневом Бонеком.

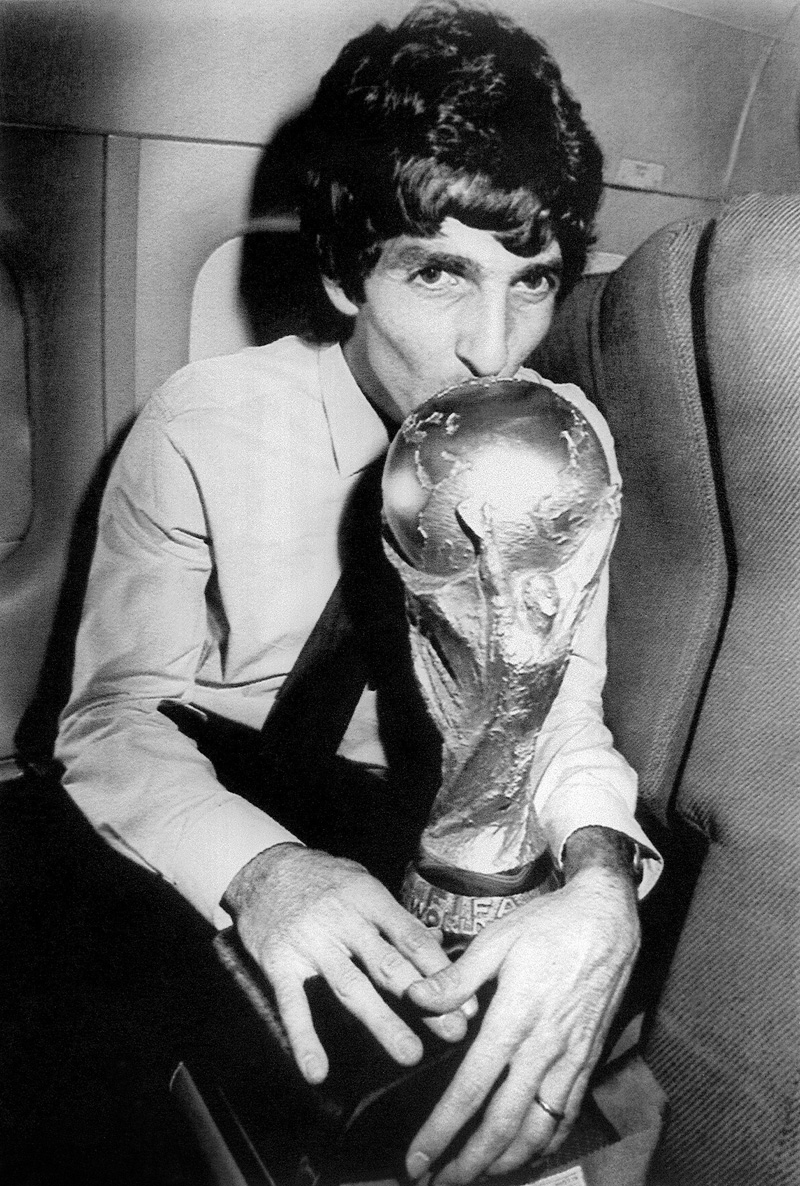
Росси с Кубком мира, 1982 год

Лучший бомбардир Чемпионата мира 1982 года (6 голов), который выиграла сборная Италии. Стал им, несмотря на длительную дисквалификацию, истёкшую лишь за месяц до начала турнира. Был признан также лучшим игроком турнира. 

В этом же году был признан французским еженедельником France Football лучшим футболистом Европы. 
Впоследствии Росси в разное время играл за «Милан», «Комо», «Виченцу», «Перужду» и «Верону» (где завершил карьеру в 1987 году); он ни разу не выступал за зарубежные клубы. 
Отправился на ЧМ-86 в Мексике, но не сыграл там ни одного матча. 
Вошёл в список ФИФА 100 и список величайших футболистов XX века по версии World Soccer.
После ухода из спорта и до последнего дня жизни Росси работал на телевидении в качестве футбольного эксперта.
Скончался 9 декабря 2020 года в возрасте 64 лет от рака лёгких. Похоронен в Виченце.

## Достижения

### Командные
«Виченца»
- Чемпион Италии Серии B: 1976/77

«Ювентус»
- Чемпион Италии Серия A (2): 1981/82, 1983/84
- Обладатель Кубка Италии: 1983
- Обладатель Кубка кубков: 1984
- Обладатель Кубка европейских чемпионов: 1985
- Обладатель Суперкубка УЕФА: 1984

Сборная Италии
- Чемпион мира: 1982

### Личные
- Обладатель «Золотого мяча» (France Football): 1982
- Лучший футболист года в мире по версии «World Soccer»: 1982
- Футболист года в Европе (Onze d’Or): 1982
- Обладатель «Золотой бутсы» чемпионата мира: 1982
- Лучший бомбардир чемпионата Италии Серии А 1977/78: 24 мяча[9]
- Лучший бомбардир чемпионата Италии Серии B 1976/77: 21 мяч[10]
- Лучший бомбардир Кубка европейских чемпионов: 1982/83
- Обладатель «Золотого мяча» чемпионата мира: 1982
- Обладатель «Серебряного мяча» чемпионата мира: 1978
- Входит в символическую сборную чемпионата мира (2): 1978, 1982
- Рекордсмен сборной Италии по количеству голов на чемпионатах мира: 9 голов[11]
- Golden Foot: 2007 (в номинации «Легенды футбола»)
- Человек года «La Gazzetta dello Sport»: 1978
- Входит в список ФИФА 100
- Введён в Зал славы итальянского футбола
- Включён в список величайших футболистов XX века по версии World Soccer

## Память
- д/ф «Паоло Росси. Мечтатель и борец» / Paolo Rossi, The Heart of a Champion (Италия, 2018)[12]